# John Portman
John Portman (Walhalla, Carolina del Sur; 4 de diciembre de 1924-Atlanta, Georgia; 29 de diciembre de 2017) fue un arquitecto y promotor estadounidense.

## Biografía

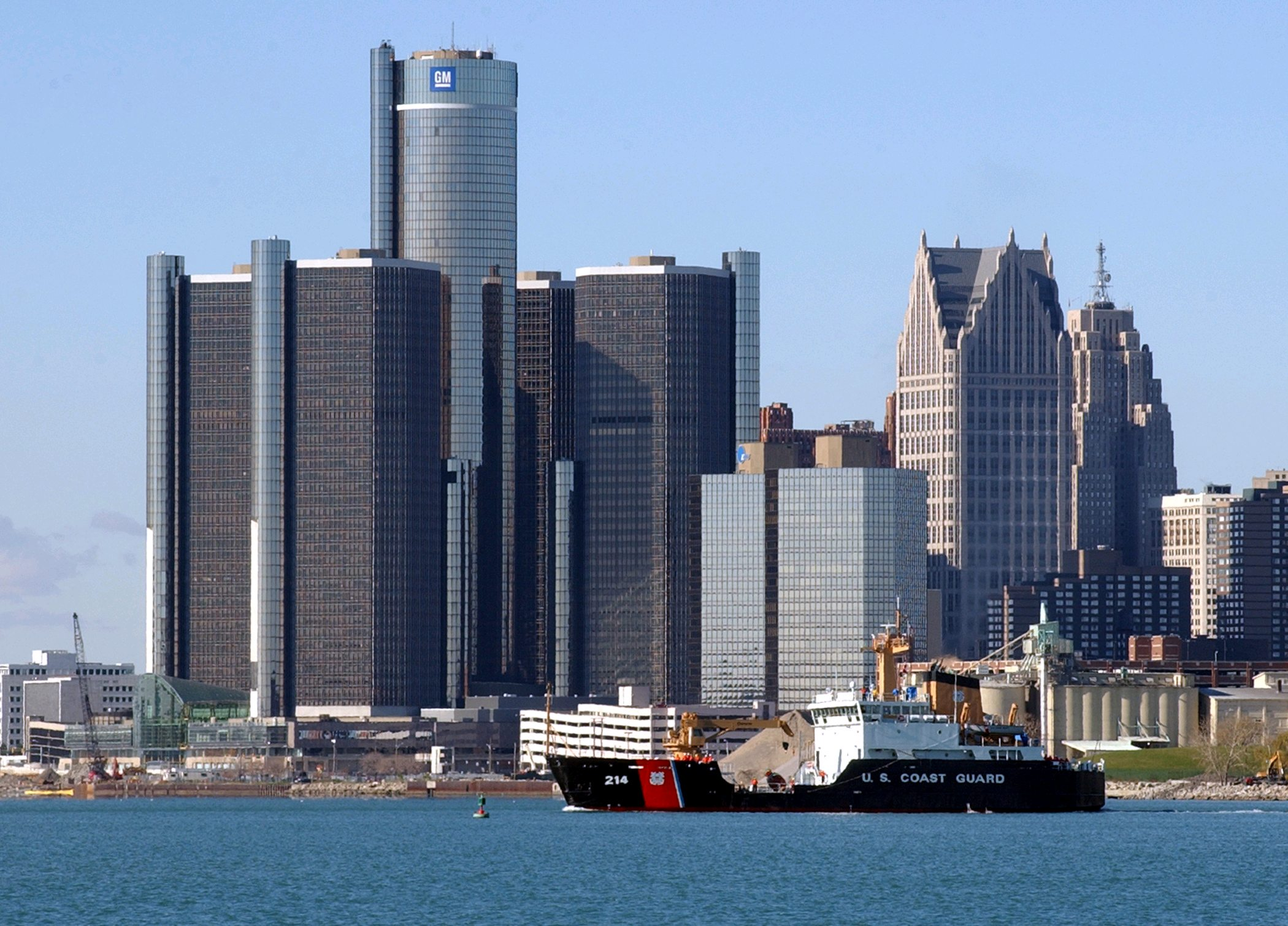
Renaissance Center, Detroit (Estados Unidos).

Estudió arquitectura en el Instituto de Tecnología de Georgia. En 1953 fundó en Atlanta su estudio de arquitectura, John Portman & Associates, que, según la propia definición de la firma, se especializó con el tiempo en estas tres áreas fundamentales: arquitectura urbana, es decir, edificios en el interior de las ciudades; revitalización de barrios degradados; y proyectos de varios usos combinados en las zonas periféricas de las grandes ciudades.
Portman se hizo famoso, incluso ante el gran público, por sus grandes edificios, principalmente hoteles de Hyatt, dotados de atrios espectaculares en los que todas o la mayoría de las plantas pueden verse desde el interior del hotel y se accede a ellas mediante ascensores panorámicos. A pesar de haber sido el arquitecto preferido de la cadena Hyatt, y siendo ésta propiedad de la familia Pritzker, que creó el premio de arquitectura Pritzker, Portman no ha recibido este galardón. Sin embargo ha recibido otros muchos premios importantes, entre ellos el máximo galardón del Instituto Americano de Arquitectura y del Instituto de Tecnología de Georgia.
En Atlanta el público también conoce a Portman por haber sido autor de la mayoría de los rascacielos construidos en esa ciudad. Los profesionales, en cambio, aprecian de la labor de Portman muy especialmente el pragmatismo y los conceptos innovadores con los que aborda la revitalización de barrios deprimidos, una tarea que va mucho más allá del diseño urbanístico.

## Obras representativas
- Hyatt Regency Atlanta (Atlanta)
- Centro Peachtree (Atlanta)
- Renaissance Center (Detroit)
- Embarcadero Center (San Francisco)
- Hotel Hyatt Embarcadero (San Francisco)
- Hotel Westin (Varsovia, Polonia)
- Hotel Westin (Filadelfia)
- Torre Sampoerna (Yakarta, Indonesia)
- Hotel Ritz-Carlton (Yakarta, Indonesia)
- Centro Médico del área metropolitana de Baltimore
- Edificio en Schaumberg Place (Schaumberg, Chicago)
- Rehabilitación y ampliación del Centro Comercial Old Orchard (Skokie, Illinois)
- Edificio de oficinas SunTrust Plaza Garden (Atlanta)